# Том Малчов
Том Малчов (англ. Tom Malchow, 18 серпня 1976) — американський плавець.
Олімпійський чемпіон 2000 року, призер 1996 року, учасник 2004 року.
Призер Чемпіонату світу з водних видів спорту 1998, 2001, 2003 років.
Переможець Пантихоокеанського чемпіонату з плавання 1997, 1999, 2002 років.
Призер Панамериканських ігор 1995 року.
Переможець літньої Універсіади 1995 року.